# Mirandola (stacja kolejowa)
Mirandola (wł: Stazione di Mirandola) – stacja kolejowa w Mirandola, w regionie Emilia-Romania, we Włoszech. Znajdują się tu 2 perony. Położona jest 3 km od miejscowości. Jest zarządzana przez Rete Ferroviaria Italiana.